# Águas e Esgotos do Piauí
A Águas e Esgotos do Piauí (Agespisa) foi  uma empresa de abastecimento de água e saneamento básico do estado brasileiro do Piauí.

## História

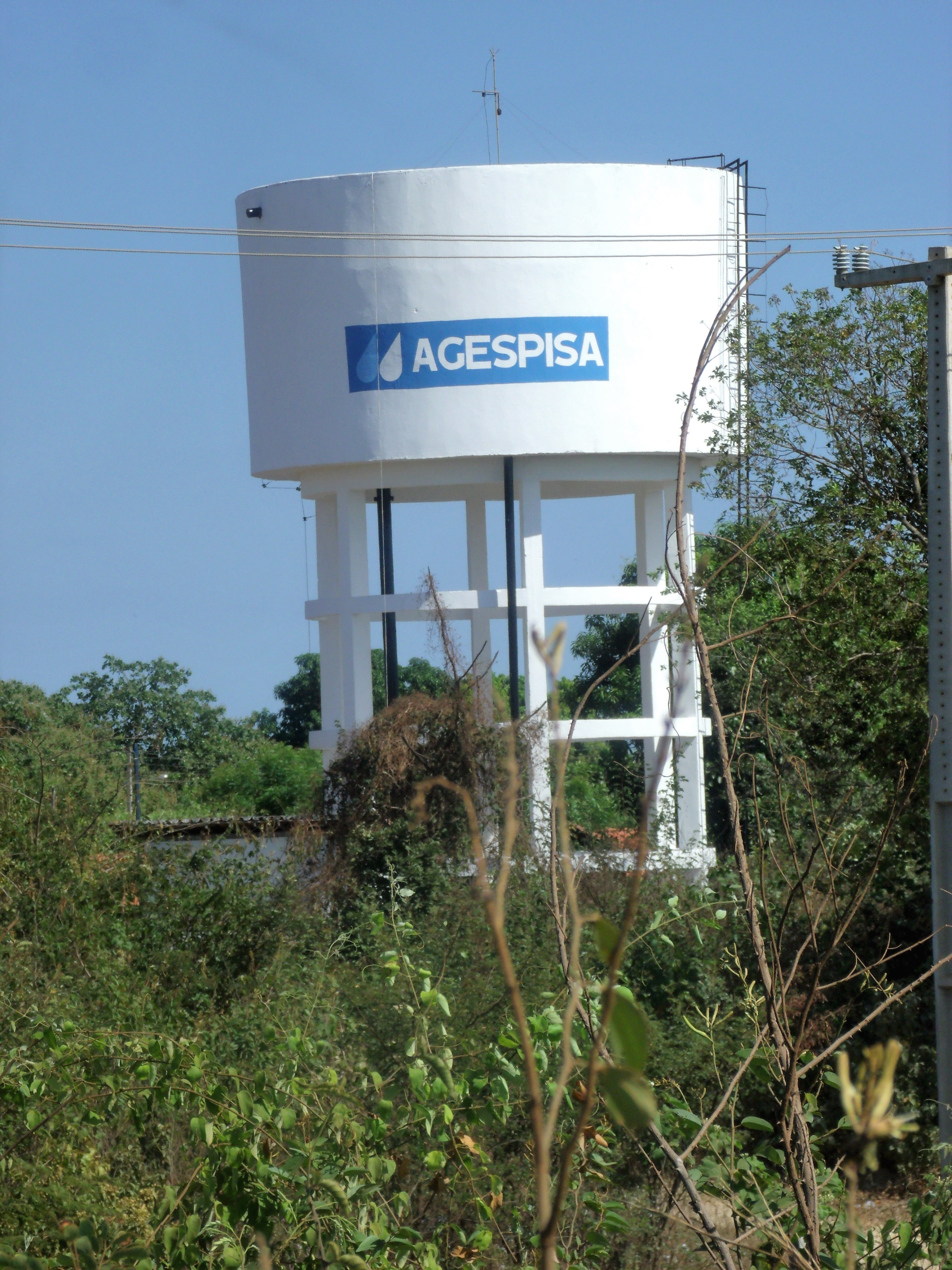
Reservatório elevado em Piripiri.

Criada através das leis estaduais n.º 2.281, de 27 de julho de 1962 e 2.387, de 12 de dezembro de 1962, a AGESPISA é uma empresa de economia mista com sede em Teresina sendo o governo do Estado do Piauí o acionista majoritário e tem como objetivo executar a política de abastecimento de água e de esgotamento sanitário do Piauí.
A Agespisa sucedeu o Instituto de Águas e Energia Elétrica (IAEE). A constituição da empresa ocorreu em 28 de janeiro de 1964, quando passou a coordenar e dirigir a aplicação de recursos oriundos do DNOCS, da SUDENE e de empréstimos do BID, para a conclusão da 2ª etapa do projeto do sistema de abastecimento de água de Teresina, iniciado em 1961.
O encerramento das atividades da empresa foi marcado para 20 de junho de 2025.

## Subconcessão
Com grave endividamento, foi anunciado que a AGESPISA entraria em processo de extinção a partir de junho de 2015, quando o governo estadual criou o Instituto de Águas do Piauí, autarquia que a substituirá. A medida recebeu críticas de sindicatos e do Ministério Público.
Em 23 de novembro de 2016, após aprovação da Câmara Municipal de Teresina, foi realizado o processo de licitação da subconcessão dos serviços públicos de abastecimento de água e de esgoto sanitário, na área urbana do município de Teresina. 
A Aegea Saneamento e Participações S/A (Águas de Teresina) ofereceu o valor de R$ 160 milhões de contribuição financeira a título de outorga, em contrato que deve durar até o ano de 2048. O contrato prevê investimentos de R$ 1,7 bilhão, para garantir 100% de cobertura de abastecimento de água e esgoto na capital
Em 22 de março de 2017, o governo do estado e a Aegea assinaram o contrato de subconcessão. Em 7 de julho de 2017, a empresa a responsabilidade pela operação.

## MRAE
Em adequação do estado do Piauí ao Novo Marco Legal Regulatório do Saneamento Básico, foi aprovada a Lei Complementar Estadual nº 262/2022, que criou a Microrregião de Água e Esgoto do Piauí (MRAE), uma autarquia intergovernamental, em colegiado composto pelo estado e por todos os municípios do Piauí.
A autarquia é responsável pelo planejamento, a regulação, a fiscalização e a prestação, direta ou contratada, dos serviços públicos de abastecimento de água, de esgotamento sanitário e de manejo de águas pluviais urbanas.

A MRAE será responsável por contratar a prestação dos serviços públicos de abastecimento de água ou de esgotamento sanitário, ou autorizar Município a prestar isoladamente esses serviços públicos, ou atividade dele integrante, mediante a criação de órgão ou entidade ou a celebração de contrato de concessão ou de ajuste vinculado à gestão associada de serviços públicos. A Agespisa tem sido mantida como concessionária na maioria dos municípios piauienses.

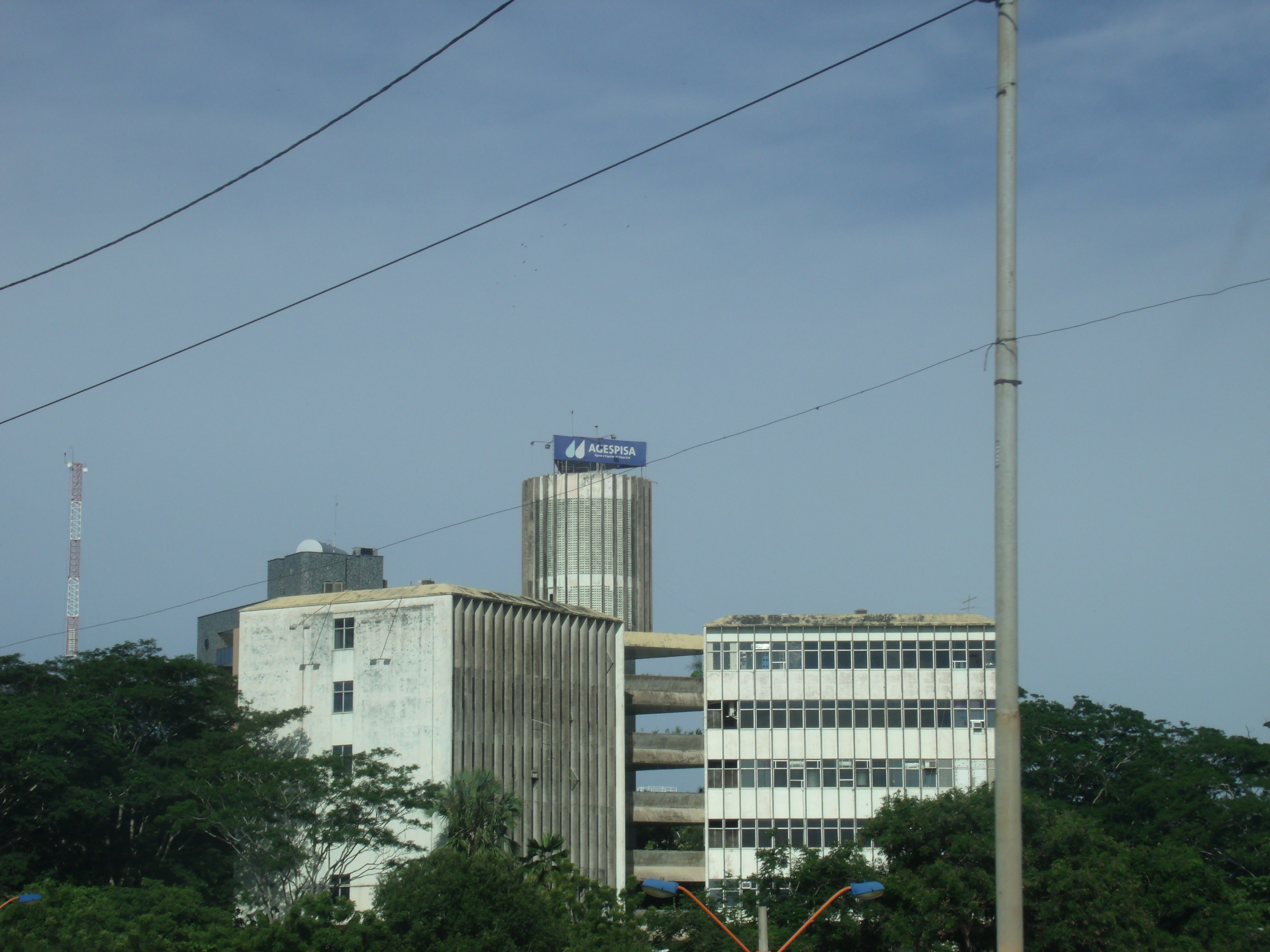
Sede da Agespisa em Teresina.

## Área de atuação
Em 2021, a Agespisa prestava serviços de abastecimento de água e/ou esgotamento sanitário de forma regionalizada para 184 localidades das quais 155 municípios e 29 povoados

## Leilão de concessão
Em 30 de outubro de 2024, foi realizado na Bolsa de Valores B3 o leilão para concessão dos serviços de água e esgoto em todos os 224 municípios do Piauí da Microrregião de Água e Esgoto do Piauí (MRAE), incluindo a zona rural de Teresina.
A vencedora foi a Aegea, única interessada, que fez uma proposta de 1% de desconto sobre a tarifa, combinado com R$ 1 bilhão em valor de outorga. Com o resultado do leilão, a empresa será responsável pela gestão, operação, manutenção e exploração dos sistemas de abastecimento de água e esgotamento sanitário pelo prazo de 35 anos. Foi estabelecido um plano que prevê que 99% da população será atendida com abastecimento de água até 2033 e 90% com esgotamento sanitário até 2040, com previsão de investimentos é de R$ 8,6 bilhões nos primeiros dez anos.

A Aegea é uma empresa controlada pela construtora Equipav, pela GIC (fundo soberano de Cingapura) e pelo grupo Itaúsa e já detinha a concessão dos serviços de saneamento da zona urbana de Teresina por meio da Águas de Teresina desde 2017.